# Emmerich Fünkler
Emmerich Fünkler OSB (* 16. Jahrhundert oder 17. Jahrhundert in Sittard; † 23. März 1643 in Freiburg im Breisgau) war ein katholischer Priester, Benediktiner und Abt der Klöster St. Marien in Stade sowie St. Januarius in Murrhardt.

## Leben und Wirken
Emmerich Fünkler wurde als Sohn des Reiner Funckeler und seiner Ehefrau Maria Sassen in Sittard im ehemaligen Herzogtum Jülich geboren, das Geburtsjahr ist nicht überliefert. Er trat dem Benediktinerorden bei und legte sein Gelübde in der Abtei Marienmünster ab.
Von 1628 bis 1629 wirkte Fünkler als Propst im niedersächsischen Kloster Zeven und übernahm schließlich ab
1629 als Abt die Führung des Klosters St. Marien in Stade. Zusätzlich zu dieser Position wurde Emmerich Fünkler am 24. Mai 1635 durch den Vorsitzenden der Bursfelder Kongregation, Abt Heinrich Spichenagl von St. Pantaleon in Köln als Leiter des Klosters St. Januarius in Murrhardt eingesetzt, das nach der Schlacht bei Nördlingen im Dreißigjährigen Krieg den Benediktinern restituiert worden war.
Fünkler versuchte als Abt mit allen Mitteln, die Rekatholisierung in Murrhardt voranzutreiben und schreckte auch nicht vor zwangsweisen katholischen Taufen, Hochzeiten und Bestattungen unter Androhung von Waffengewalt zurück, weshalb er eine Dragonereinheit vor Ort einquartieren ließ. Unter seiner Leitung wurde das Kloster Murrhardt mehrfach umgebaut – so wurde unter anderem im Westtrakt der Klausur eine Bierbrauerei eingerichtet, die jedoch bald darauf bei einem Brand wieder zerstört wurde – und mit Fresken auf der Ostseite des Turmes sowie an den Innenwänden verziert.
Kurz vor Ende des Jahres 1642 wurde Murrhardt inmitten der Wirren des Dreißigjährigen Krieges von französischen, schwedischen und weimarischen Landsknechten besetzt; diese ergriffen den Abt und setzten ihn im Kloster fest. Am 11. Januar 1643 verschleppten die Landsknechte Fünkler in ihr Militärlager nach Freiburg im Breisgau, wo er am 23. März 1643 in der Gefangenschaft vermutlich an den Folgen körperlicher Misshandlung verstarb. Seine letzte Ruhestätte fand Emmerich Fünkler auf dem Friedhof des Klosters St. Peter im Hochschwarzwald.

## Sonstiges

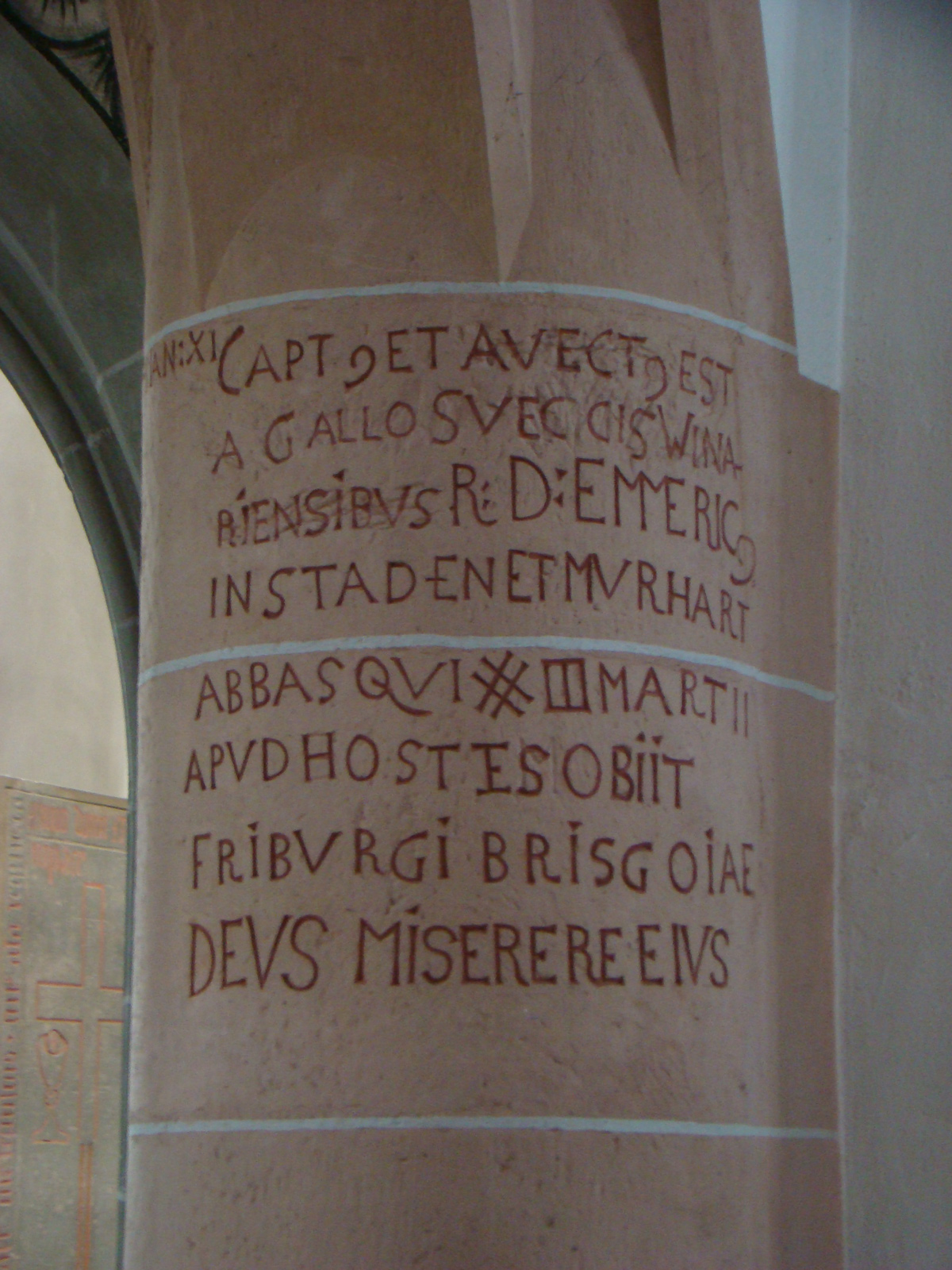
Gedenkinschrift für Abt Emmerich Fünkler

Das Kriegsschicksal des Abtes Emmerich Fünkler wurde von den verbliebenen Mönchen des Klosters Murrhardt als Gedächtnisinschrift in einen Halbbogen im Langhaus der Klosterkirche eingehauen:
A(NNO) 1643 IAN(VARII) XI / CAPT(VS) ET AVECTVS EST / A GALLO  SVECCIS WINA=/RIENSIBVS  R(EVERENDVS)  D(OMINVS)  EMMERIC(VS) / IN STADEN ET MVRHART / ABBAS QVI XXIII  MARTII / APVD HOSTES  OBIIT / FRIBVRGI BRISGOIAE / DEVS MISERERE EIVS
(Am 11. Januar 1643 ist vom Franzosen, von den Schweden und Weimarern der ehrwürdige Herr Emerich, Abt in Stade und Murrhardt, ergriffen und verschleppt worden; er ist am 23. März bei den Feinden gestorben in Freiburg im Breisgau. Gott erbarme sich seiner!)